# Utö

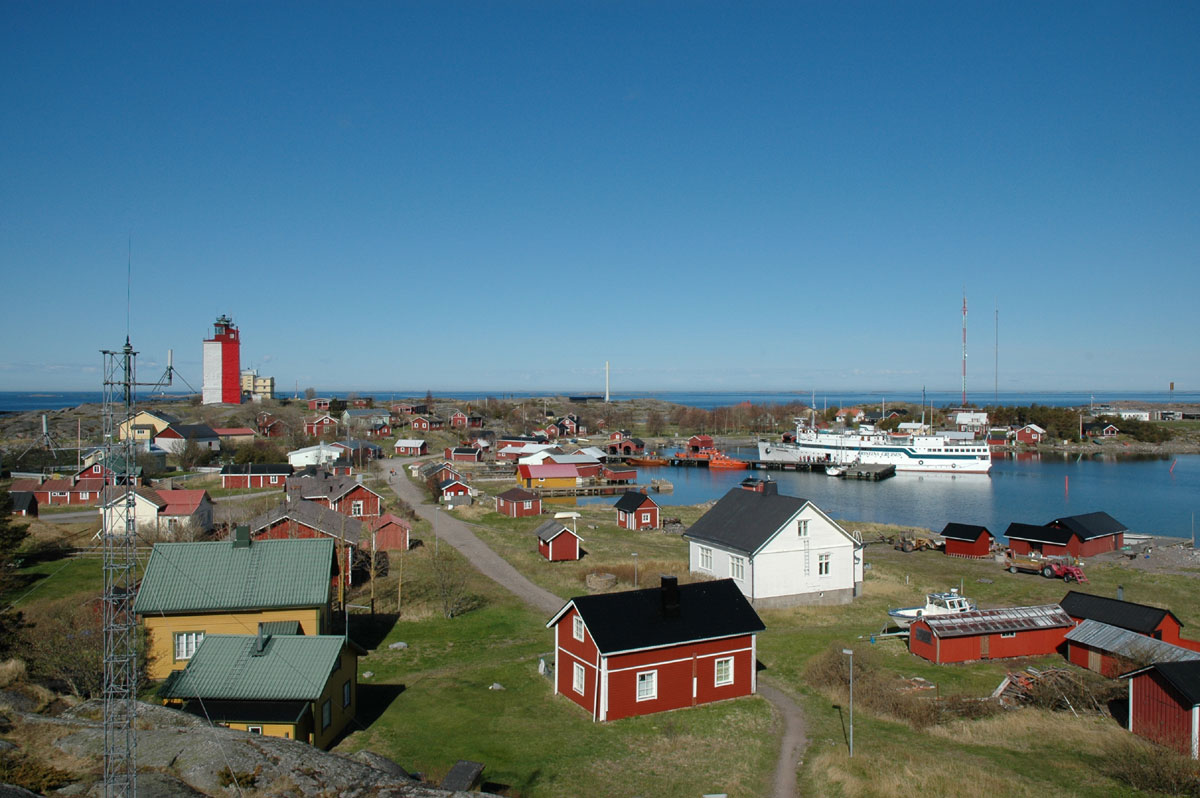
Utö s lodí M/S Kristina Brahe v přístavu (léto 2005).

Utö je nejjižnější celoročně obydlený ostrov Finska, který se nachází v Ostrovním moři (součást Baltského moře) asi 80 kilometrů od pevniny, při mezinárodní vodní cestě vedoucí tímto mořem do přístavů Turku, Naantali a Parainen). Ostrov náleží pod správu města Parainen (dříve obce Korppoo). Název ostrova znamená ve švédštině "vnější ostrov" (nachází se na vnějším okraji souostroví při pevnině jihovýchodního Finska). Ostrov stejného jména se nachází také ve Stockholmském souostroví ve Švédsku.
Ostrov má plochu asi 0,81 km2 a v roce 2004 měl asi 40 obyvatel. Na ostrově se nacházejí maják, stanice lodivodů, malý přístav, meteorologická stanice, obchod a pošta. Vzhledem ke značné odlehlosti má ostrov také svoji vlastní školu. Utö byl původně armádní základnou, ale v roce 2005 se odtud armáda stáhla. Některé okrajové části ostrova jsou však dodnes nepřístupné, protože se zde nacházejí funkční dělostřelecké baterie. Kromě toho je možné navštívit množství dalších opuštěných vojenských objektů. Dříve zde byla významným zaměstnavatelem finská plavební správa, která spolu s námořnictvem tvořila základní součásti života ostrova spolu se stanicí lodivodů, kaplí a nejstarším majákem Finska. V současnosti jsou na Utö ve službě lodivodi státní společnosti Finnpilot, kteří mají za úkol provádět připlouvající nebo odplouvající lodě místními vodami plnými nebezpečných skalních výběžků.
Utö má velmi bohatou historii, a to jak z dob míru, tak i válek, včetně mnoha vraků lodí, které se v okolí potopily, z nichž nejznámější je S/S Park Victory. Jižně od ostrova jsou dodnes viditelné zrezivělé pozůstatky vraku lodi MS Torsholm, která zůstala uvězněna na mělčině v roce 1967. Ostrov Utö je také znám jako první záchranná stanice během katastrofy trajektu Estonia, který se 46,5 km odsud potopil 28. září 1994.
Na Utö je možno se dopravit z Pärnäsu trajektem M/S Baldur nebo z Turku lodí M/S Aspö.

## Historie
Ostrov Utö byl známý jako přístav již v polovině 17. století. Přítomnost lodivodů byla jedním z hlavních faktorů, které ovlivňovaly život na ostrově na dalších 300 let. Kolem poloviny 18. století se začali lodivodi se svými rodinami na ostrově usazovat natrvalo. Maják na ostrově byl za války v letech 1808-9 vyhozen Rusy do povětří, ale v roce 1814 přestavěn. Během dob ruské nadvlády nad Finskem byla na ostrově zřízena malá mýtná stanice. Na konci 19. století měl ostrov 129 obyvatel ve 22 usedlostech.
Před první světovou válkou ostrov obsadila ruská armáda. Obyvatelé Utö byli evakuováni včetně lodivodů. Během války Rusové podstatně změnili vzhled vesnice na ostrově, mimo jiné i postavením železnice pro přepravu munice skrz vesnici.
Při katastrofě trajektu Estonia v roce 1994 bylo 24 přeživších dopraveno helikoptérami nejprve na Utö, přičemž zde bylo také doplňováno palivo. 
Na Utö lze nalézt také vlastivědné muzeum umístěné v majáku, které pojednává o historii ostrova.